# Securinega
Genre
Classification phylogénétique
Securinega est un genre de plantes à fleurs de la famille des Euphorbiaceae, ou des Phyllanthaceae selon la classification phylogénétique.
Il comprend cinq espèces que l'on ne trouve qu'à Madagascar, La Réunion et Maurice.
Parmi celles-ci :
- Securinega melanthesoides.